# Liste des plus hauts bâtiments de Lille
Cette liste mentionne les dix plus hauts bâtiments de la ville française de Lille. La majorité des bâtiments de cette liste se trouve dans le quartier d'affaires Euralille, à l'est de Lille et la totalité dans le quartier Lille-Centre.

## Liste
| Place | Nom                                 | Année | Utilisation        | Hauteur (en mètres) | Étages | Illustration         |
| ----- | ----------------------------------- | ----- | ------------------ | ------------------- | ------ | -------------------- |
| 1     | Tour de Lille                       | 1995  | Bureaux            | 120                 | 19     | Tour de Lille.       |
| 2     | Tour Lilleurope                     | 1995  | Bureaux            | 110                 | 24     |                      |
| 3     | Beffroi de Lille                    | 1932  | Administration     | 104                 | -      | Beffroi.             |
| 4     | Chambre de commerce de Lille        | 1921  | Administration     | 76                  | -      | Chambre de commerce. |
| 4     | Cité administrative                 | 1965  | Bureaux            | 76                  | 23     |                      |
| 5     | Église du Sacré-Cœur de Lille       | 1928  | Église             | 75                  | -      | Sacré-Coeur.         |
| 6     | Hôtel de région des Hauts-de-France | 2008  | Administration     | 67                  | 16     | Hôtel de région.     |
| 8     | Tour Eurocity I                     | 1994  | Logements, Hôtel   | 59                  | 16     | Image manquante.     |
| 8     | Tour Eurocity II                    | 1994  | Logements          | 59                  | 16     | Image manquante.     |
| 8     | Tour Eurocity III                   | 1994  | Bureaux            | 59                  | 16     | Image manquante.     |
| 8     | Tour Eurocity IV                    | 2005  | Hôtel              | 59                  | 16     | Image manquante.     |
| 8     | Tour Eurocity V                     | 2009  | Bureaux, Logements | 59                  | 16     | Image manquante.     |